# Nemastoma armeniacum
Nemastoma armeniacum was een hooiwagen uit de familie aardhooiwagens (Nemastomatidae). Na 2023 de geldige combinatie is Paranemastoma quadripunctatum (Perty, 1833)